# Fumiyuki Beppu
Fumiyuki Beppu (別府 史之, Beppu Fumiyuki), né le 10 avril 1983 à Chigasaki, est un coureur cycliste japonais, professionnel de 2005 à 2021. Il a été champion du Japon sur route et contre-la-montre en 2006, 2011 et 2014, et champion d'Asie sur route en 2008. En 2009, avec Yukiya Arashiro, ils sont devenus les premiers coureurs japonais à terminer le Tour de France. Il a participé à six grands tours dans sa carrière (1 Tour, 4 Giros, 1 Vuelta), ainsi qu'à huit mondiaux et deux Jeux olympiques.

## Biographie
Fumiyuki Beppu est issue d'une fratrie de cycliste. Son frère aîné Hajime a couru au niveau national, puis est devenu commentateur pour les courses cyclistes au Japon. Son deuxième frère Takumi a été professionnel pendant 10 ans entre 2000 et 2010, avant de devenir manager de l'équipe continentale japonaise Aisan Racing.
En 2001, il devient champion d'Asie sur route juniors (moins de 19 ans). De 2002 à 2004, il est membre du VC La Pomme Marseille, où il loge chez un proche du club. Il devient coureur professionnel en 2005 dans l'équipe américaine Discovery Channel. En 2006, il est champion du Japon sur route et contre-la-montre. Il est le premier coureur cycliste japonais à disputer Paris-Roubaix 2007. Il rejoint pour la saison 2008 l'équipe néerlandaise Skil-Shimano, dont l'un des sponsors est japonais. Il remporte cette année le championnat d'Asie. Il participe aux Jeux olympiques de Pékin, où il ne termine pas la course en ligne et se classe 38e du contre-la-montre. À l'occasion du Tour de France 2009, Fumiyuki Beppu et Yukiya Arashiro sont les premiers Japonais à terminer le Tour, respectivement aux 112e et 129e places. Beppu reçoit le prix de la combativité de la dernière étape de cette édition.
En février 2010, il quitte l'équipe Skil-Shimano pour RadioShack. Il n'enregistre aucune victoire mais prend la quatrième place de la Classic de l'Indre ainsi que de la trentième place du championnat du monde sur route se déroulant à Geelong en Australie.
En 2011, il participe à son premier Tour d'Italie, durant lequel l'équipe RadioShack termine deuxième du contre-la-montre par équipes lors de la première étape. Lors de la dixième étape, Fumiyuki Beppu s'échappe durant 140 kilomètres accompagné dans sa fuite par deux coureurs. Il est rattrapé à 11 kilomètres de l'arrivée. Le 12 juin, il remporte le championnat du Japon du contre-la-montre et le 26 juin il s'impose au terme d'une course très disputée lors du championnat du Japon de cyclisme sur route devant Yukiya Arashiro. En août, il est huitième du Grand Prix de Plouay.
En 2012, il est recruté par la nouvelle équipe australienne GreenEDGE qui devient dans l'année Orica-GreenEDGE. Durant cette saison, il dispute le Tour d'Italie et représente le Japon aux Jeux olympiques de Londres. Il y est 22e de la course en ligne et 24e du contre-la-montre.
En 2014, Fumiyuki Beppu est engagé par l'équipe américaine Trek Factory Racing, dans laquelle il retrouve une partie de l'encadrement et des coureurs de l'équipe RadioShack quittée deux ans auparavant. Il participe à son troisième Tour d'Italie et décroche le titre de champion du Japon du contre-la-montre. Il représente le Japon à l'occasion des Jeux d'Asie disputés à Incheon en Corée du Sud. Il termine 4e de l'épreuve de contre la montre. Satisfaite de son travail en tant qu'équipier et capitaine de route, la direction de Trek-Segafredo prolonge son contrat de deux ans à l'issue de la saison 2016.
En 2018, il obtient deux podiums aux Jeux asiatiques : une médaille d'argent sur la course en ligne et une médaille de bronze sur le contre-la-montre. Aux championnats d'Asie 2018, il remporte l'or en contre-la-montre par équipes, termine deuxième de la course en ligne et quatrième du contre-la-montre individuel.
Pour l'année 2020, il s'engage avec l'équipe française Nippo Delko One Provence, qui est la suite du Vélo-Club La Pomme Marseille, avec qui, il avait fait ses débuts en Europe. Son objectif de la saison est de participer aux Jeux olympiques de Tokyo, dans son pays natal.
Après une saison chez EF Education-Nippo, il met un terme à sa carrière le 5 novembre 2021.

## Vie privée
Fumiyuki Beppu vit à Sainte-Euphémie (département de l'Ain) avec sa femme française Marylin et leur fille Koemi.

## Palmarès

### Par années
| - 2000 - Champion du Japon du contre-la-montre juniors - 2001 - Champion d'Asie sur route juniors - Champion du Japon sur route juniors - 2002 - Ronde de la Saint-Matthieu - 2003 - Champion du Japon sur route espoirs - 2004 - 1re étape du Tour de la Vallée d'Aoste - 3e du Souvenir Vietto-Gianello - 3e du Tour du Loir-et-Cher - 3e du Trophée des champions - 3e du Grand Prix de la ville de Felino - 2006 - Champion du Japon sur route - Champion du Japon du contre-la-montre - 2008 - Champion d'Asie sur route | - 2011 - Champion du Japon sur route - Champion du Japon du contre-la-montre - 8e du Grand Prix de Plouay - 2012 - 2e étape de l'Eneco Tour (contre-la-montre par équipes) - 2014 - Champion du Japon du contre-la-montre - 2016 - Médaillé de bronze du championnat d'Asie sur route - 2017 - 2e du championnat du Japon sur route - 2018 - Champion d'Asie du contre-la-montre par équipes - Médaillé d'argent du championnat d'Asie sur route - Médaillé d'argent de la course en ligne aux Jeux asiatiques - Médaillé de bronze du contre-la-montre aux Jeux Asiatiques - 2019 - 3e du championnat du Japon du contre-la-montre |  |

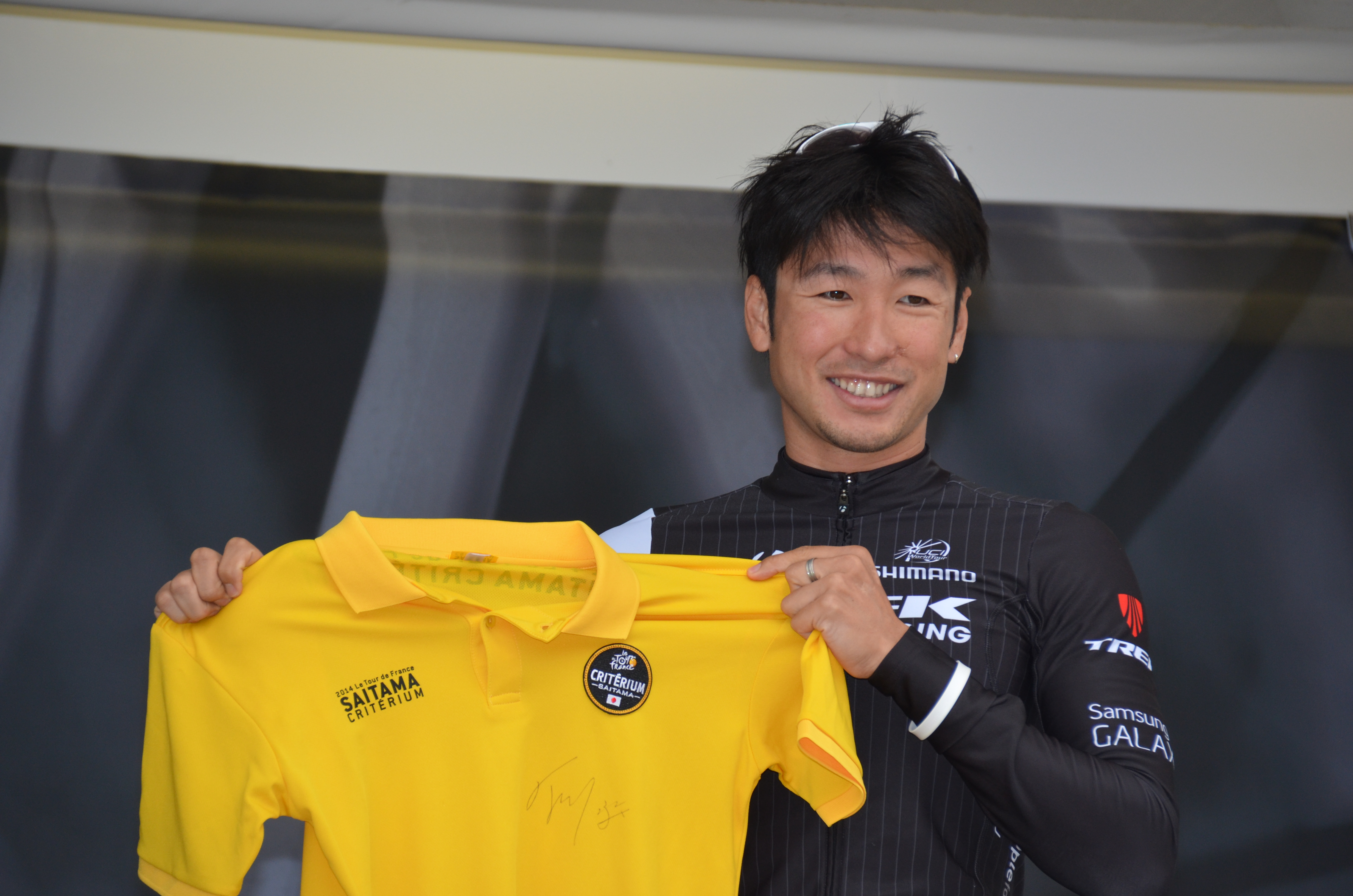
Fumiyuki Beppu lors du Paris-Tours 2014

### Résultats sur les grands tours

#### Tour de France
1 participation
- 2009 : 112e

#### Tour d'Italie
4 participations
- 2011 : 67e
- 2012 : 121e
- 2014 : 82e
- 2015 : 117e

#### Tour d'Espagne
1 participation
- 2016 : 120e

### Classements mondiaux
| Année                                 | 2007 | 2008 | 2009 | 2010 | 2011 | 2012 | 2013 | 2014 | 2015 | 2016 | 2017 | 2018  | 2019  | 2020  |
| ------------------------------------- | ---- | ---- | ---- | ---- | ---- | ---- | ---- | ---- | ---- | ---- | ---- | ----- | ----- | ----- |
| UCI ProTour                           | 205e | nc   |      |      |      |      |      |      |      |      |      |       |       |       |
| UCI World Tour                        |      |      |      |      | 146e | nc   | nc   | nc   | nc   | nc   | 368e | 393e  |       |       |
| Classement mondial                    |      |      |      |      |      |      |      |      |      | 464e | 400e | 148e  | 1379e | 1670e |
| UCI Europe Tour                       |      | nc   | 821e |      |      |      |      |      |      | nc   | nc   | 1635e |       |       |
| UCI Asia Tour                         |      | nc   | nc   |      |      |      |      |      |      | 42e  | 27e  | 4e    | 93e   | 126e  |
| UCI Oceania Tour                      |      | nc   | nc   |      |      |      |      |      |      | 104e | nc   | nc    |       |       |
|                                       |      |      |      |      |      |      |      |      |      |      |      |       |       |       |
| Légende : nc = non classéSource : UCI |      |      |      |      |      |      |      |      |      |      |      |       |       |       |